# Непецино (станция)
Непе́цино — железнодорожная станция Большого кольца Московской железной дороги на участке Яганово — Воскресенск. Находится в Коломенском городском округе Московской области. Входит в Рязанский центр организации работы станций ДЦС-2 Московской дирекции управления движением. По основному характеру работы является промежуточной, по объёму работы отнесена к 4 классу.
Название станции произошло от села Непецино, расположенного в 1,3 километрах на юго-восток. Рядом со станцией находится посёлок станции Непецино. Также в километре на север находится деревня Андреевка. К востоку от станции находится старый мост Новорязанского шоссе, которое проходит через Непецино и Андреевку. Далее за мостом находится граница Коломенского городского округа с Воскресенским районом. К северу от станции проходит грунтовая дорога вдоль железной дороги.

## Описание
Станция находится в кривой. Всего пять транзитных путей: два главных (№ I, II), дополнительные № 3 с северной стороны, № 4,6 с южной. Также есть подъездные пути: на восток к промбазе сыпучих материалов «Автобан-Непецино», на северо-восток к ООО «Цемторг». На юг отходит к путь к тяговой электрической подстанции № 570 «Сетовка».
На станции — две низкие пассажирские платформы для пригородных электропоездов. Островная находится между главными путями, боковая находится с северной стороны у пути № 3, рядом с ней — заброшенное здание вокзала. Пост ЭЦ находится западнее вокзала.
Движение от станции возможно в двух направлениях:
- По кольцу на запад: на Яганово и далее на Михнево и Детково или на Жилёво
- По кольцу на восток: на Воскресенск и далее до Куровской

Участок Большого кольца обслуживается электропоездами депо Домодедово Павелецкого направления.
Станция является конечной для одной пары маршрута Жилёво — Непецино; для остальных трёх пар станция транзитная (три поезда до Куровской, два до Михнево, один до Детково). С 10:00 до 19:30 дневной перерыв в движении электропоездов (введён осенью 2012 года с отменой дневных транзитных электропоездов).

## История
До 2011 года станция была основной конечной для электропоездов со стороны Михнева, далее, в сторону Воскресенска, они не следовали, а со стороны Воскресенска часть поездов депо Куровская доезжала до Непецина. Это объяснялось тем, что станция являлась стыковой внутридорожной между Московско-Рязанским (которому принадлежала) и Московско-Курским отделениями МЖД. Тем не менее, все электропоезда от Жилёва имели конечной Воскресенск. Часть электропоездов со стороны Михнева была продлена до Непецина с закрытием станции Мякинино в 1990-х, которая была конечной.
После упразднения отделений станция оказалась на территории Московско-Курского региона, вошла в образованный Московско-Курский центр организации работы железнодорожных станций ДЦС-1. В начале 2012 года был образован Московско-Горьковский центр ДЦС-8 и станция была передана в него. В 2013 году границы регионов были немного изменены, участок Большого кольца от Непецино до поста 61 км был передан в Московско-Рязанский регион, станция снова стала стыковой внутридорожной. С 1 января 2014 года границы Рязанского ДЦС-2 и Московско-Горьковского ДЦС-8 приведены в соответствие границам регионов: станция передана из ДЦС-8 в Рязанский ДЦС-2.